# COPG
COPG‏ (Coatomer protein complex subunit gamma 1) هوَ بروتين يُشَفر بواسطة جين COPG في الإنسان.